# Шпага (деревня)
Шпа́га — деревня в Ардатовском районе Нижегородской области. Входит в состав Саконского сельсовета.

## Этимология
Существует несколько версий происхождения названия села. По одной из них, название деревни связано с наличием в ней единственной улицы, прямой, как шпага. По другой версии, название имеет марийское происхождение и состоит из двух частей: часть шпа не поддаётся расшифровке, однако, топоформант га может означать «река». Среди местных жителей бытует также легенда о том, что название деревни связано якобы с тем, что во время казанских походов царя Ивана Грозного по этим местам, тот якобы потерял вблизи деревни свою шпагу. Краевед Александр Базаев, однако, подверг критике данную гипотезу, поскольку во-первых, селение появилось существенно позднее походов Ивана Грозного; во-вторых, в то время в русском войске не использовались шпаги, но только мечи для ближнего боя; в-третьих, Иван Грозный с войском не проходил вблизи деревни — его путь от Сакон к Арзамасу лежал левее. Базаев предположил, что в данном случае имеет место народная этимология — попытка найти объяснение иноязычному названию, опираясь лишь на современный русский язык.

## Географическое положение
Деревня находится на юго-западе Нижегородской области России, примерно в полукилометре к западу от автомобильной дороги Ардатов — Мухтолово. Расстояние до Ардатова 8 км. На севере деревня соединена просёлочной дорогой с селом Размазлей (расстояние 2 км). В деревне находятся два небольших озера, а в 3 км к западу от него протекает река Леметь.
Высота над уровнем моря — около 161 метра. 
Деревня Шпага, как и вся Нижегородская область, находится в часовой зоне МСК (московское время). Смещение применяемого времени относительно UTC составляет +3:00.

## Административная принадлежность
Деревня Шпага входит в состав Саконского сельсовета Ардатовского муниципального округа Нижегородской области Российской Федерации.

## Климат
Деревня находится в зоне умеренно-континентального климата, который характеризуется холодной продолжительной зимой и тёплым, но достаточно коротким летом. За год выпадает в среднем 450—550 мм осадков, из них 68 % — в виде дождя и 32 % — в виде снега. Среднегодовая относительная влажность воздуха — 76 %. Снежный покров достигает 50 см, а в особо снежные зимы может достигать одного метра и более.
Весна приходит резко, обычно к середине апреля, при этом вплоть до середины мая нередки заморозки. Лето сравнительно короткое и достаточно жаркое — в отдельные годы температура может достигать 36 °C. Шапка лета приходится на июль. В конце весны и лета нередки грозы — их может случаться до 20 за год, почти каждый год выпадает град. Осень приходит в сентябре и стоит до начала ноября, но уже в сентябре нередки заморозки. Зима наступает в начале ноября и продолжается до середины марта. Обычно первый снег выпадает в октябре и держится в течение пяти месяцев, сходит к 10—15 апреля. Почва промерзает на глубину 70—90 см.
Вегетационный период составляет 189 дней, продолжительность безморозного периода — 137 дней.

## Население
| Численность населения | Численность населения | Численность населения | Численность населения | Численность населения | Численность населения | Численность населения | Численность населения | Численность населения |
| 1859                  | 1890                  | 1916                  | 1978                  | 1992                  | 1999                  | 2002                  | 2010                  | 2021                  |
| --------------------- | --------------------- | --------------------- | --------------------- | --------------------- | --------------------- | --------------------- | --------------------- | --------------------- |
| 295                   | ↗395                  | ↗588                  | ↘127                  | ↘57                   | ↘51                   | ↘45                   | ↗62                   | ↘41                   |

## Инфраструктура
В  деревне единственная улица Садовая.